# 琴棋乡
琴棋乡，中华人民共和国湖南省岳阳市屈原管理区已撤销的一个镇，位于屈原管理区西北部。
除行政、财税外，其他事务包括民事、区划与统计等全部归入汨罗市。

## 建制沿革
- 1994年，屈原农场二分场改设琴棋办事处，三分场改设磊石办事处。
- 2003年，琴棋办事处与磊石办事处合并，改置琴棋乡。
- 2015年，与凤凰乡成建制合并设立凤凰乡。

## 行政区划
琴棋乡下辖10个行政村：
- 青港村、北港村、八港村、三星村、凤凰村、古湖村、大湾村、磊石村、新河村、永丰村